# Xestoleberis paraporthedlandensis
Xestoleberis paraporthedlandensis is een mosselkreeftjessoort uit de familie van de Xestoleberididae. De wetenschappelijke naam van de soort is voor het eerst geldig gepubliceerd in 1978 door Hartmann.